# رفعت عبد الله زاده
رفعت عبد الله زاده (باللغة الأذرية: Rüfət Abdullazadə) ولد في 17 يناير 2001 في سومقاييت، أذربيجان. هو لاعب كرة قدم أذربيجانية، ويلعب مع سوماقييت في دوري أذربيجان الممتاز.